# Margamulya (Sukaresik)
Margamulya is een bestuurslaag in het regentschap Tasikmalaya van de provincie West-Java, Indonesië. Margamulya telt 4089 inwoners (volkstelling 2010).